# Sankt Oswald (Gemeinde Kartitsch)

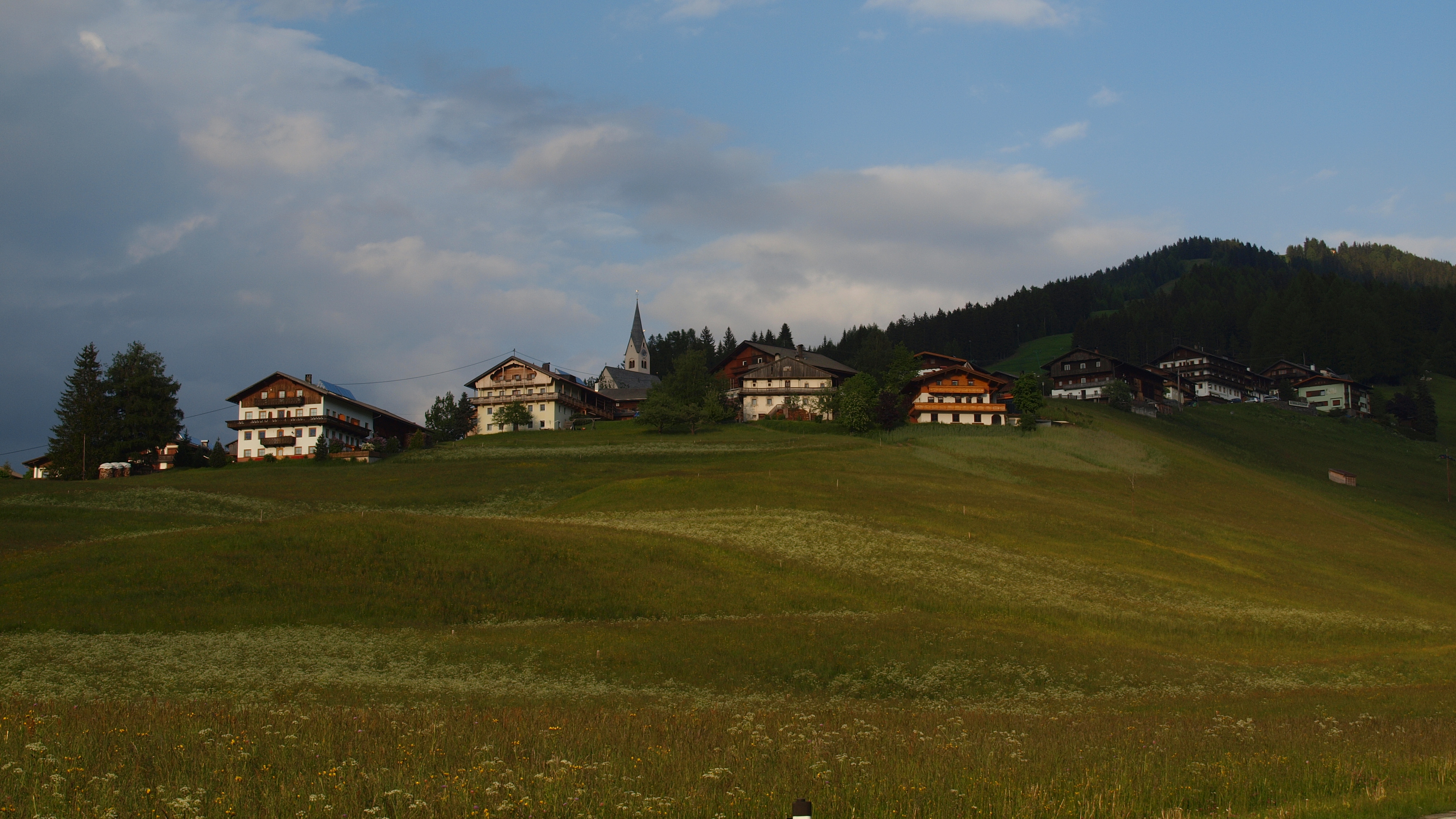
Sankt Oswald

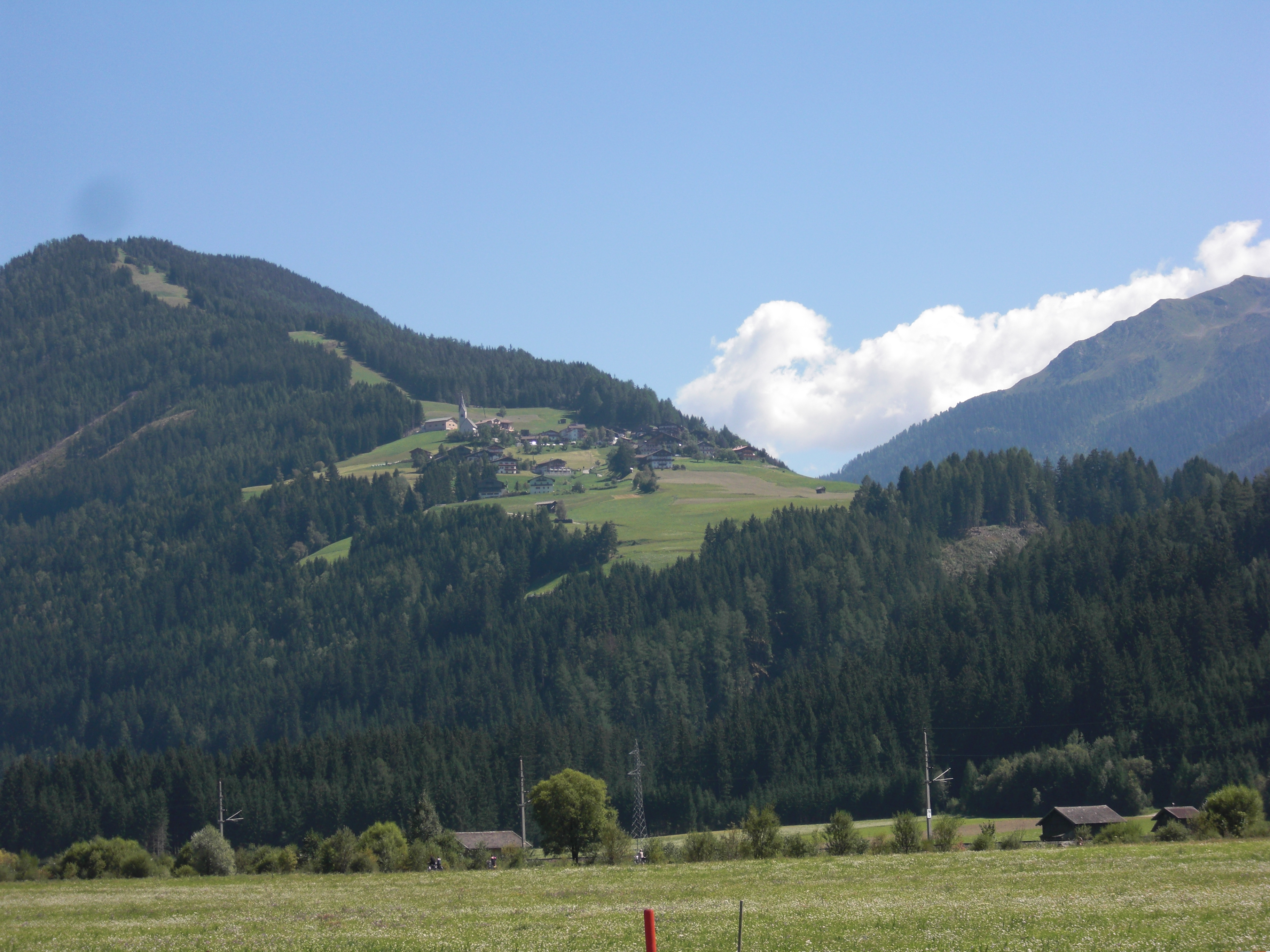
St. Oswald von Heinfels aus gesehen

St. Oswald ist eine Ortschaft in der Gemeinde Kartitsch im Bezirk Lienz im Bundesland Tirol.

## Geographie
Das Dorf liegt rund 2,5 km nordwestlich vom Hauptort Kartitsch auf einer Höhe von 1360 m ü. A. und ist nach diesem die größte Ortschaft im Gemeindegebiet. 

## Kultur und Sehenswürdigkeiten
- Katholische Filialkirche St. Oswald: In Sankt Oswald befindet sich die älteste Kirche (eingeweiht 1360) der Gemeinde Kartitsch. Es ist eine Knappenkirche, die dem Hl. Oswald geweiht ist. Bei der Renovierung im Jahre 1966 fand man Fresken aus der Zeit um 1500.

## Wirtschaft und Infrastruktur
- Im Dorf gibt es einen Schlepplift, der im Winter in Betrieb ist. Es ist am sonnigen Dorfberg gelegen.